# Teorie polomnožin
Teorie polomnožin je matematická teorie zobecňující teorii množin, která byla vyvinuta v 70. a 80. letech 20. století Petrem Vopěnkou a Petrem Hájkem. Její axiomatizace je podobná Von Neumann-Gödel-Bernaysově teorii množin, ale liší se tím, že umožňuje existenci vlastních tříd, které jsou částí nějaké množiny. Tato vlastnost umožňuje polomnožinám sloužit jako základ Vopěnkovy alternativní teorie množin.

## Axiomatizace teorie polomnožin

### Základní definice
Některé definice v tomto odstavci využívají objekty, jejichž existenci a vlastnosti lze dokázat pouze použitím některých axiomů. Proto při výstavbě teorie polomnožin je nutné postupovat po krocích (zavést axiomy, jejich užitím definovat nějaké objekty, ty využít k formulaci dalších axiomů, pomocí nich definovat další objekty, atd …). Pro přehlednost jsou však uvedeny axiomy a definice zvlášť a v pořadí, které neodpovídá jejich postupnému zavádění, ale jejich významu.
- Uspořádanou dvojici <x,y> definujeme jako {\displaystyle \,\{x,\{x,y\}\}} (existence takové množiny plyne z axiomu dvojice pro množiny - viz dále).
- Řekneme, že třída R je relace, značíme Rel(R), jsou-li všechny prvky R tvaru {\displaystyle <u,v>} pro nějaké množiny u,v. Je-li {\displaystyle <u,v>\in R}, píšeme také někdy uRv. Definiční obor relace R, D(R), je množina všech v, pro které existuje u, že {\displaystyle <u,v>\in R}. Obor hodnot relace R, W(R), je množina všech u, pro které existuje v, že {\displaystyle <u,v>\in R}.
- Extenze prvku {\displaystyle x\in D(R)} v relaci R, {\displaystyle \,Ext_{R}(x)}, je {\displaystyle \{y;<y,x>\in R\}}.
- Třída X je polomnožina, Pm(X), existuje-li množina y, že {\displaystyle X\subseteq y}.
- Relace R je regulární, Reg(R), je-li {\displaystyle \,Ext_{R}(x)} polomnožinou pro všechna {\displaystyle x\in D(R)}.
- Relace R je prostá, Pr(R), je-li pro {\displaystyle x\neq y} z D(R) nutně {\displaystyle Ext_{R}(x)\neq Ext_{R}(y)}.
- Třída X je exaktní funktor, Exct(X), je-li {\displaystyle Rel(X)\land Reg(X)\land Pr(X)}.

### Axiomy
Axiomatizace teorie polomnožin se obvykle vyslovuje v logice obsahující dva druhy proměnných - proměnné pro množiny a proměnné pro třídy. V následující axiomatizaci budeme označovat proměnné pro množiny malými písmeny x,y,z,… a proměnné pro třídy velkými písmeny X,Y,Z,…

#### Axiomy definující množinové proměnné
- (MP1) {\displaystyle (\exists x)(x=X)\leftrightarrow (\exists Y)(X\in Y)} (Axiom definice množinové proměnné) Třída X je množina, právě když je prvkem nějaké třídy.
- (MP2) {\displaystyle (\forall x)(\exists X)(x=X)}  (Axiom inkluze množinových a třídových proměnných) Každá množina je zároveň třída.

#### Axiomy o třídách a množinách
- (TM1) {\displaystyle (\exists X)(\exists Y)(X\in Y)} (Axiom existence množiny) Existuje nějaká množina.
- (TM2) {\displaystyle (\forall Z)(Z\in X\leftrightarrow Z\in Y)\leftrightarrow (X=Y)} (Axiom extenzionality pro třídy) Třídy jsou si rovny právě když mají stejné prvky.
- (TM3) {\displaystyle (\forall x,y)(\exists z)(\forall u)(u\in z\leftrightarrow (u=x\vee u=y))} (Axiom dvojice pro množiny) Pro každé dvě množiny existuje množina, která je neuspořádanou dvojicí těchto množin.
- (TM4) {\displaystyle (\exists x)(\emptyset \in x\land (\forall y)(y\in x\rightarrow \{y\}\in x))} (Axiom nekonečna) Existuje nekonečná množina.

#### Gödelovské axiomy pro třídy
- (GT1) {\displaystyle (\exists Y)(\forall x)(x\in Y)} (Existence univerzální třídy) Existuje třída všech množin.
- (GT2) {\displaystyle (\forall X)(\exists Y)(\forall x)(x\in Y\leftrightarrow (\exists u,v)(x\in X\land x=<u,v>\land u\in v))} (Existence reprezentace {\displaystyle \in }) Na každé třídě existuje třídová reprezentace relace {\displaystyle \in }.
- (GT3) {\displaystyle (\forall X,Y)(\exists Z)(\forall x)(x\in Z\leftrightarrow (x\in X\land x\not \in Y))} (Axiom doplňku) Pro každé dvě třídy existuje doplněk jedné do druhé.
- (GT4) {\displaystyle (\forall X)(\exists Y)(\forall x)(x\in Y\leftrightarrow (\exists y)(<y,x>\in X))} (Axiom projekce) Pro každou třídu je její definiční obor rovněž třídou.
- (GT5) {\displaystyle (\forall X,Y)(\exists Z)(\forall x)(x\in Z\leftrightarrow (\exists u,v)(x\in X\land x=<u,v>\land v\in Y))} (Axiom zúžení) Pro každé dvě třídy existuje zúžení jedné na druhou.
- (GT6) {\displaystyle (\forall X)(\exists Y)(\forall x)(x\in Y\leftrightarrow (\exists u,v)(x=<u,v>\land <v,u>\in X))} (Axiom binární inverze) Pro každou třídu (binární relaci) existuje třída k ní inverzní.
- (GT7) {\displaystyle (\forall X)(\exists Y)(\forall x)(x\in Y\leftrightarrow (\exists u,v,w)(x=<u,v,w>\land <v,w,u>\in X))} (Axiom ternární inverze) Pro každou třídu (ternární relaci) existuje třída, jež je její „cyklickou záměnou“.

#### Gödelovské axiomy pro množiny
- (GM2) {\displaystyle (\forall x)(\exists y)(\forall u)(u\in y\leftrightarrow (\exists v,w)(u\in x\land u=<v,w>\land v\in w))} (Existence reprezentace {\displaystyle \in }) Na každé množině existuje množinová reprezentace relace {\displaystyle \in }.
- (GM3) {\displaystyle (\forall x,y)(\exists z)(\forall u)(u\in z\leftrightarrow (u\in x\land u\not \in y))} (Axiom doplňku) Pro každé dvě množiny existuje doplněk jedné do druhé.
- (GM4) {\displaystyle (\forall x)(\exists y)(\forall u)(u\in y\leftrightarrow (\exists v)(<v,u>\in x))} (Axiom projekce) Pro každou množinu je její definiční obor rovněž množinou.
- (GM5) {\displaystyle (\forall x,y)(\exists z)(\forall u)(u\in z\leftrightarrow (\exists v,w)(u\in x\land u=<v,w>\land w\in y))} (Axiom zúžení) Pro každé dvě množiny existuje zúžení jedné na druhou.
- (GM6) {\displaystyle (\forall x)(\exists y)(\forall u)(u\in y\leftrightarrow (\exists v,w)(u=<v,w>\land <w,v>\in x))} (Axiom binární inverze) Pro každou množinu (binární relaci) existuje množina k ní inverzní.
- (GM7) {\displaystyle (\forall x)(\exists y)(\forall u)(u\in y\leftrightarrow (\exists v,w,r)(u=<v,w,r>\land <w,r,v>\in x))} (Axiom ternární inverze) Pro každou třídu (ternární relaci) existuje třída, jež je její „cyklickou záměnou“.

#### Axiom exaktního funktoru
- (EF) {\displaystyle Extc(X)\rightarrow (Pm(D(X))\leftrightarrow Pm(W(X)))} (Axiom exaktního funktoru) Exaktní funktor má polomnožinový definiční obor, právě když má polomnožinový obraz.

## Polomnožina
Polomnožinou nazýváme takovou vlastní třídu X, pro kterou existuje množina y, že {\displaystyle X\subseteq y}.